# Rupicapra rupicapra cartusiana
Il camoscio della Chartreuse (Rupicapra rupicapra cartusiana (Couturier, 1938)) è una sottospecie di camoscio diffusa nelle Prealpi della Chartreuse.

## Descrizione
Di colore quasi nero durante i mesi invernali e più chiaro nei mesi estivi. Ha caratteristiche intermedie tra il camoscio alpino e quello dei Pirenei (Rupicapra pyrenaica). Le dimensioni sono di circa 90 cm di altezza al garrese per circa 30 kg di peso e nei maschi adulti, mentre le corna raggiungono una lunghezza di 27 cm.

## Biologia
Di abitudini diurne le femmine adulte e i giovani formano piccoli gruppi di 5-30 individui, mentre i maschi adulti conducono una vita solitaria. Questo camoscio abita principalmente zone boscose durante l'inverno e durante l'estate si spinge a maggiori altitudini. È predato principalmente da linci, lupi e volpi.

## Distribuzione
Il camoscio della Chartreuse è riscontrabile esclusivamente nelle Prealpi della Chartreuse in Francia tra i 600 e i 2000 m di altitudine.

## Conservazione
L'IUCN considera la sottospecie come vulnerabile, in quanto dispone di un areale molto ridotto e la popolazione di non più di 2000 individui affronta il rischio di ibridarsi con camosci alpini introdotti nella zona.